# MAYUKO (ギタリスト)
MAYUKO（Mayuko、まゆこ、1988年1月13日 - ）は、日本のクラシック・ギター奏者。神奈川県出身。本名は安田 真由子（やすだ まゆこ）。ハワイアン・スラックキーギター奏者として2008年CDデビュー。

## 来歴
幼い頃より毎年ハワイを訪れ、自然の美しさ、人の温かさ、ハワイの持つ魅力に惹き付けられる。美しく、郷愁の念を誘い、焦がれてやまない…そんな自分の感じるハワイを音楽で表現したいと思い、ハワイの音楽（メレフラやオリジナル）を演奏し始める。修行のため、カラカウアアベニューにてパフォーマンスを幾度か行う。

## 略歴
- 2003年
  - 神奈川ギターオーディション2位
  - 学生ギターコンクール（GLC 高校生の部）2位
  - 名古屋ギターコンクール入選
- 2004年 - クラシカルギターコンクール　11位
- 2006年
  - 浜松町Mahana他でライブを始める。
  - Aloha Music Fair / Hayma Marina 出演
  - Kamoku高橋にスラッキーギターを師事
  - Aloha X'mas / 白金台Blue Point 出演
  - DVD『The Best of Hawaiian Time Vol.3(Kauai island )』
    - Kume HiroのイラストのBGMを演奏

  - コンピレーション・アルバム『ALOHA Breeze』に『浜辺の歌』で参加
- 2008年
  - 1st アルバム『MAYUKO天使のギター』発売
  - 『銀座5丁目のハワイアン・葉山編』出演
  - ライブ「Aloha Sound 2008 〜Mele Launa〜」出演
- 2009年
  - 11月　2nd アルバム『光』発売
- 2010年
  - 10月　教則DVD「ゼッタイ弾ける!スラッキー・ギター超入門」発売

現在ハワイアンレストラン・ビーチFM局、イベント出演、教会、奉仕、賛美演奏も行っている。

## ディスコグラフィ

### アルバム
- 『天使のギター』（2008年4月25日、アップルプロダクション AH-3）
- 『光』（2009年11月16日、アップルプロダクション AH-10）

### 教則DVD
- 「ゼッタイ弾ける!スラッキー・ギター超入門」（2010年10月27日、アトス・インターナショナル　ATDV-228）